# Божок Віктор (Віталій) Миколайович
Віктор (Віталій) Божок (1957 р., с. Держанівка Носівський район Чернігівської області Україна) — поет, прозаїк, журналіст.

## Біографія
Віктор (за паспортом Віталій) Миколайович Божок народився у 1957 році в с. Держанівка, Носівського району Чернігівської області. З четвертого класу почав писати вірші. Після закінчення школи працював різноробом у меліорації, слюсарем, електролінійником, радіотелемайстром. Закінчив факультет журналістики Київського державного університету ім. Т. Г. Шевченка. Поет живе і працює в місті Корюківка. Член Національної спілки письменників України та ще перебуває у кількох творчих організаціях.

## Творчість
Талановитий журналіст, працював у регіональних та київських виданнях. Письменник, публіцист. Автор книг прози, поезії та публіцистики: «Невмирущі громи», «Світання дзвонів», «Світло відродження», «Нічні тигри», «Архіпелаг Дженлаг», «Безкрилі береги», «Квітування грози», «Меченый рейс», «Течія імен золота», "Брильянтові ігри" та ін.

## Відзнаки
- Звання «Зірка української журналістики» (2007).
- Лауреат міжнародних журналістських та літературних конкурсів: «Золоте перо» (1988), «Гранослов» (2002), «Тріумф» ім. М. В. Гоголя (2013), "За талант і мужність",  «Україна: Голодомор 1932–1933» (2003), «Свіжий погляд» (2003).
- Лауреат Всеукраїнських конкурсів: «Золотий Кадуцей» (2004), «До чистих джерел» (2004), «Свій голос віддаю на захист природи» (2002), ім. Валентини Ткаченко, ім. Леоніда Глібова та ін.
- Лауреат Всеросійських журналістських конкурсів «Лучший материал года» (1990), «Экология России. Из века в век» (2005), та ін.